# Kjersti Elvik
Kjersti Elvik (* 9. März 1969 in Bergen) ist eine norwegische Theater- und Filmschauspielerin und Theaterregisseurin.

## Leben und Werk
Elvik wuchs in Bergen auf und studierte von 1989 bis 1992 an der Staatlichen Theaterhochschule in Oslo. Sie debütierte bereits 1987 am Bergener Theater Den Nationale Scene Nach Abschluss ihrer Ausbildung stand sie unter anderem am Trøndelag Teater, Nationaltheatret und Riksteatret auf der Bühne. Für ihre Rolle in Werner Schwabs Volksvernichtung oder Meine Leber ist sinnlos wurde sie für den wichtigsten norwegischen Theaterpreis, den Heddaprisen, nominiert. 2014 trat sie erstmals als Regisseurin mit einer Theaterversion von Doktor Proktors Pupspulver am Nationaltheatret in Erscheinung.
Als Filmschauspielerin war sie zunächst in der Serie Vestavind (1994–1995) zu sehen. Einen höheren Bekanntheitsgrad erreichte sie durch ihre Hauptrolle als Hanne Wilhelmsen in den beiden Krimiverfilmungen Rache für meine Tochter (Salige er de som tørster) und Justitia – Blinde Göttin (Blind gudinne) nach den Romanen von Anne Holt für die sie mit dem Amandapreis ausgezeichnet wurde. Zuletzt war sie als Ruth in der Weihnachtsserie Schneewelt – eine Weihnachtsgeschichte und als Richterin Schou in Aber Bergen zu sehen.
Kjersti Elvik lebt mit ihrem Mann und Sohn in Bergen.

## Filmographie
- 1997 – Rache für meine Tochter
- 1997 – Justitia – Blinde Göttin (Fernsehfilm)
- 2003 – Hundehjørnet
- 2004 – Hawaii, Oslo
- 2004 – Ein Schrei in den Wäldern
- 2004 – Seks som oss (Fernsehserie)
- 2008 – Der Wolf (Fernsehserie) – Auf eigene Faust
- 2016 – Schneewelt – eine Weihnachtsgeschichte (Fernsehserie)
- 2018 – Aber Bergen (Fernsehserie)

## Preise und Nominierungen
- 1998 – Amanda (Beste Hauptdarstellerin)
- 2009 – Heddaprisen (Nominierung)